# Фосфорноватая кислота
Фосфорноватая кислота — неорганическое соединение, четырёхосновная кислота с формулой H4P2O6, бесцветные кристаллы, растворяется в холодной воде с медленным разложением, образует кристаллогидраты.

## Получение
- Разрушая суспензию гипофосфата свинца сероводородом:

{\displaystyle {\mathsf {Pb_{2}P_{2}O_{6}+2H_{2}S\ {\xrightarrow {}}\ H_{4}P_{2}O_{6}+2PbS\downarrow }}}
- Окисление воздухом фосфористой кислоты:

{\displaystyle {\mathsf {4H_{2}(PHO_{3})+O_{2}\ {\xrightarrow {}}\ 2H_{4}P_{2}O_{6}+2H_{2}O}}}

## Физические свойства
Фосфорноватая кислота образует бесцветные кристаллы, молекула имеет строение (HO)2(O)P—P(O)(OH)2.
Растворяется в холодной воде с медленным разложением.
Является четырёхосновной кислотой с константами диссоциации pK1 = 2,2; pK2 = 2,3; pK3 = 7,3; pK4 = 10,0.
Образует кристаллогидраты вида H4P2O6• H2O и H4P2O6• 2H2O.

## Химические свойства
- При хранении медленно изомеризуется в фосфористофосфорную кислоту:

{\displaystyle {\mathsf {H_{4}P_{2}O_{6}\ {\xrightarrow {}}\ HO{\text{-}}PH(O){\text{-}}O{\text{-}}P(O)(OH)_{2}}}}
- При нагревании переходит в фосфористую и метафосфорную кислоту:

{\displaystyle {\mathsf {H_{4}P_{2}O_{6}\ {\xrightarrow {73^{o}C}}\ H_{2}(HPO_{3})+HPO_{3}}}}
- Из кристаллогидрата можно получить безводную кислоту медленным высушиванием в вакууме над P2O5:

{\displaystyle {\mathsf {H_{4}P_{2}O_{6}\cdot 2H_{2}O\ {\xrightarrow {P_{2}O_{5}}}\ H_{4}P_{2}O_{6}+2H_{2}O}}}
- При нагревании кристаллогидрат разлагается. Подобным образом разлагается в горячей воде:

{\displaystyle {\mathsf {H_{4}P_{2}O_{6}\cdot 2H_{2}O\ {\xrightarrow {70-100^{o}C}}\ H_{2}(HPO_{3})+H_{3}PO_{4}+H_{2}O}}}
- С разбавленными щелочами образует кислые соли, с концентрированными — нормальные соли — гипофосфаты:

{\displaystyle {\mathsf {H_{4}P_{2}O_{6}+2NaOH\ {\xrightarrow {}}\ Na_{2}H_{2}P_{2}O_{6}\downarrow +2H_{2}O}}}
{\displaystyle {\mathsf {H_{4}P_{2}O_{6}+4NaOH\ {\xrightarrow {}}\ Na_{4}P_{2}O_{6}\downarrow +4H_{2}O}}}
- Окисляется перманганатом калия:

{\displaystyle {\mathsf {5H_{4}P_{2}O_{6}+2KMnO_{4}+3H_{2}SO_{4}+2H_{2}O\ {\xrightarrow {}}\ 10H_{3}PO_{4}+2MnSO_{4}+K_{2}SO_{4}}}}